# Anauxesida fuscoantennalis
Anauxesida fuscoantennalis är en skalbaggsart som beskrevs av Stefan von Breuning 1964. Anauxesida fuscoantennalis ingår i släktet Anauxesida och familjen långhorningar. Inga underarter finns listade i Catalogue of Life.